# Lucius Lyon
Lucius Lyon (Shelburne, 1800. február 26. – Detroit, 1851. szeptember 24.) az Amerikai Egyesült Államok szenátora (Michigan, 1837–1839).